# Орден Святого Владимира

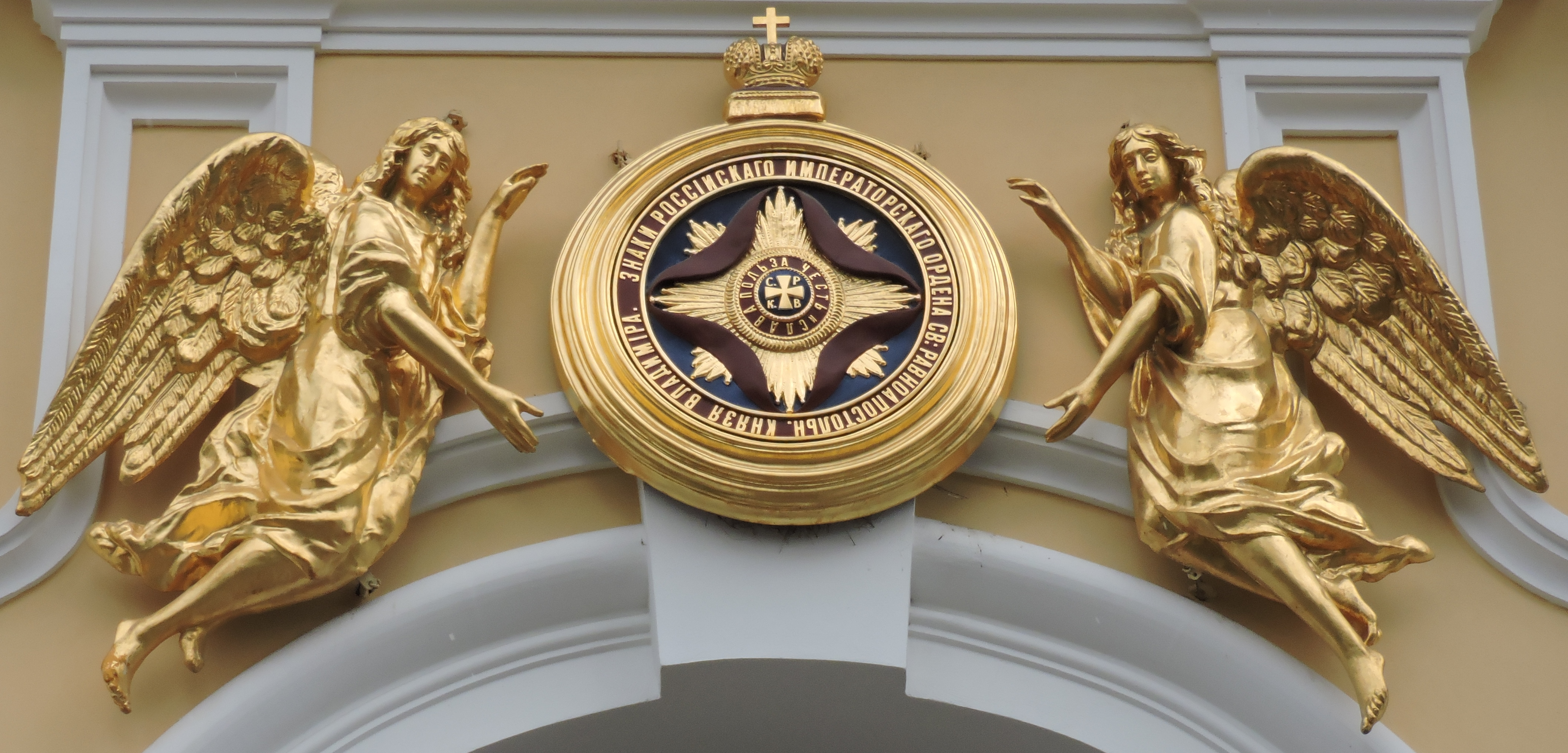
Ангелы, держащие знаки ордена Святого Владимира над входом в Князь-Владимирский собор в Петербурге

Императорский орден Святого равноапостольного князя Владимира (сокр. орден Святого Владимира) — орден Российской империи в четырёх степенях за военные отличия и гражданские заслуги.
Учреждён в честь князя Владимира Святославича в 1782 году и до 1917 года был наградой для широкого круга военных в чине от подполковника и чиновников среднего ранга.

## История
Орден в 4 степенях был учреждён Екатериной II 22 сентября (3 октября) 1782 года в 20-летний юбилей своего царствования для награждения как военных чинов, так и гражданских служащих. Количество кавалеров не ограничивалось.
Хотя статут ордена дозволял награждение, начиная с низших чинов, постепенность (очерёдность) вручения наград привела к тому, что кавалерами 1-й степени могли стать лица, состоящие в гражданских или военных чинах не ниже третьего класса по Табели о рангах (тайный советник, генерал-лейтенант или вице-адмирал), 2-й степени — не ниже четвёртого класса (действительный статский советник, генерал-майор, контр-адмирал), 3-й степени — не ниже пятого класса (статский советник, бригадир, капитан-командор) и 4-й степени — не ниже седьмого класса (надворный советник, подполковник, капитан второго ранга).
4-ю степень ордена вручали и за 35-летнюю беспорочную службу. В таких случаях на левом и правом концах лицевой части креста добавлялась надпись золотом «35 ЛѢТЪ».
Позднее, 26 ноября (7 декабря) 1789 года, Екатерина II особым указом определила как дополнительное видимое отличие для знака 4-й степени, получаемого за военные подвиги, бант из орденской ленты.
Первым кавалером ордена Св. Владимира 4-й степени с бантом стал капитан-лейтенант Д. Н. Сенявин, вторым — М. Б. Барклай-де-Толли. Особо ценились ордена Владимира 4-й степени с бантом как боевые офицерские награды, стоявшие только на ступень ниже ордена Св. Георгия 4-й степени.
Орденом 3-й ст. за сражение у Фидониси был награждён выдающийся флотоводец Ф. Ф. Ушаков.

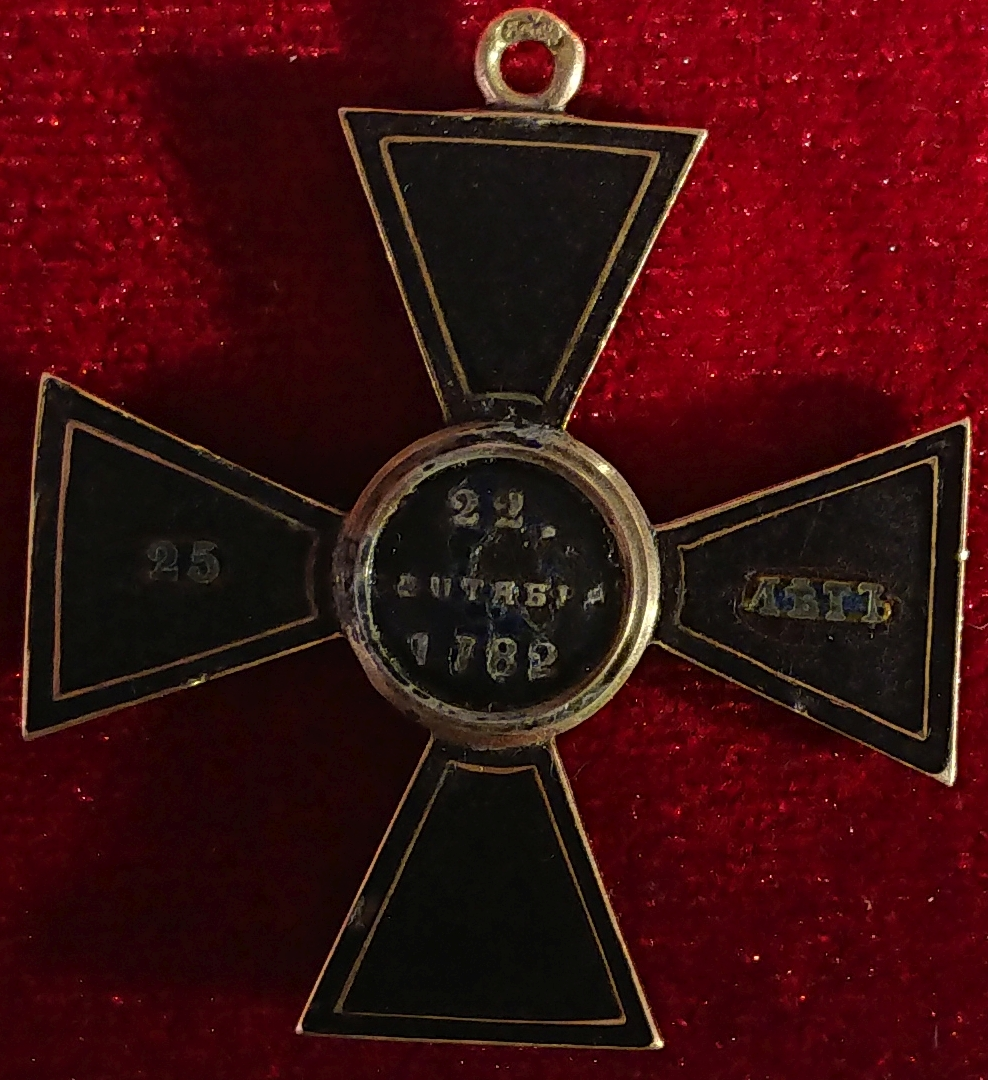
Знак ордена Святого Владимира IV степени за 25 лет беспорочной службы в офицерских чинах

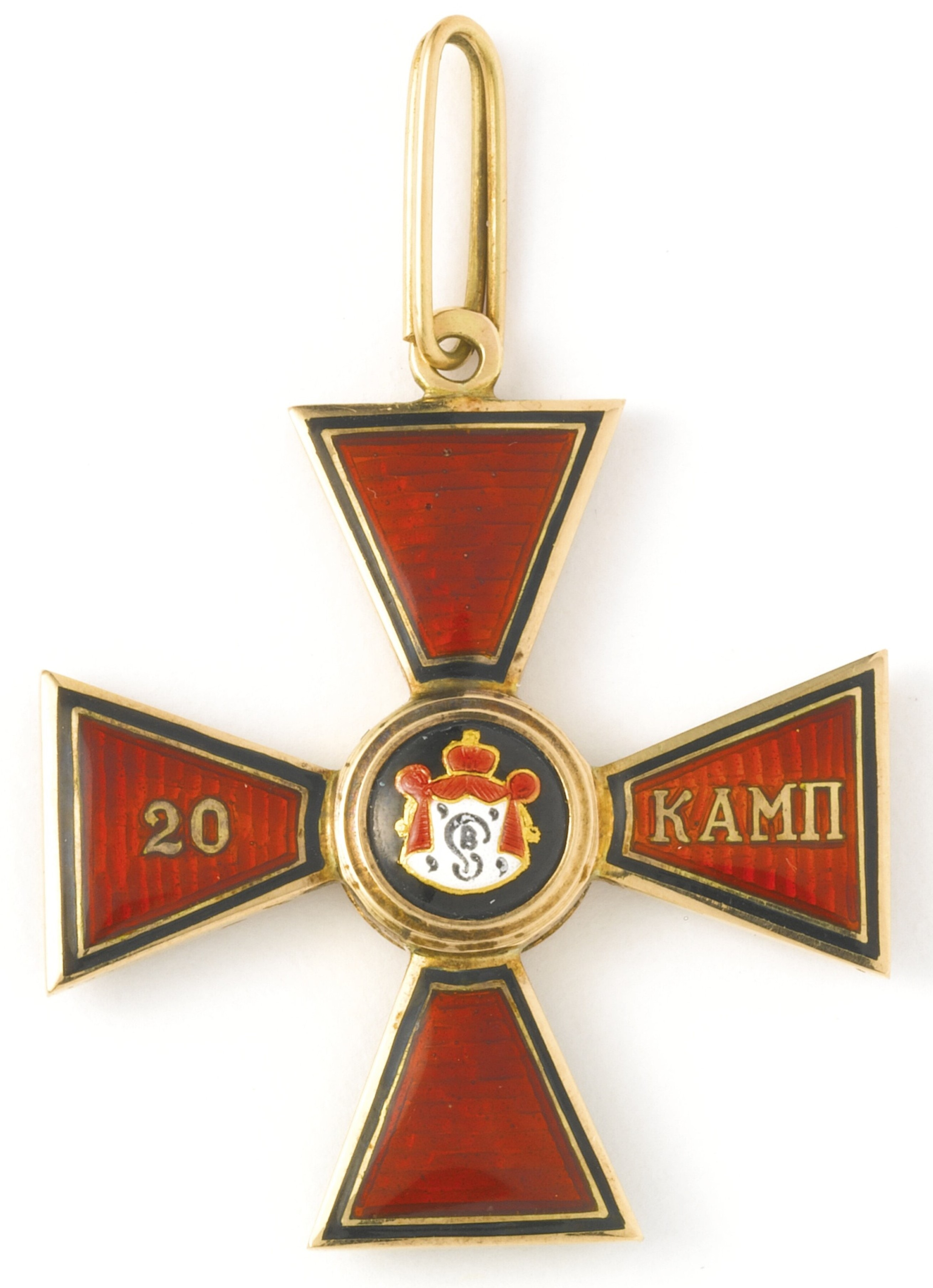
Знак ордена Святого Владимира IV степени за 20 морских кампаний. Около 1895 г. 35×35 мм

В 1855 году было отменено вручение ордена Св. Георгия за воинскую выслугу, эти награждения перешли к ордену Св. Владимира. В результате орден стал вручаться как классным чинам гражданского ведомства, прослуживших 35 лет — крест с надписью на лицевой стороне: «35 ЛѢТЪ» (на горизонтальных лучах креста), так и чинам военно-сухопутного ведомства, прослуживших в офицерских званиях 25 лет — крест с бантом и надписью «25 ЛѢТЪ», для чинов морского ведомства, совершивших 18 морских кампаний и побывавших хотя бы в одном сражении — крест с бантом и надписью «18 КАМП», а совершивших 20, хоть и не бывших в сражении — крест с бантом и надписью «20 КАМП».
С 1855 года полученные за боевые подвиги ордена стали выдаваться со скрещёнными мечами. В течение двух лет после этого банты к орденам св. Владимира 4-й степени не жаловались. С 1857 года офицеры за боевые заслуги стали получать знак к ордену с мечами и бантом в отличие от находившихся на театре военных действий чиновников гражданских ведомств, получавших знак только с мечами.
При награждении более высокой степенью ордена за гражданские заслуги мечи переносились на новый крест, но перекрещивались в этом случае не в центре креста, а несколько выше. Выдача наград «с мечами над орденом» продолжалась до конца 1870 года, когда было разрешено при пожаловании более высокими степенями не снимать награды, выданные за военные заслуги.
С 1845 года награждённые только орденами Св. Владимира и Св. Георгия любых степеней получали права потомственного дворянства, в то время как для других орденов требовалось награждение высшей 1-й степенью. До того право на потомственное дворянство давал любой орден (за исключением польско-российского ордена Virtuti Militari).
Указом от 28 мая (10 июня) 1900 г. награждённый орденом 4-й степени получал права только личного дворянства. Это было связано с тем обстоятельством, что орден 4-й степени достаточно массово жаловался за благотворительность и его имели возможность получать купцы и промышленники. 
В 1860-х годах некоторые кресты покрывались по моде того времени чёрной эмалью.
Размер крестов строго не регламентировался, примерные размеры: 2-я ст. — 51×51 мм, 3-я ст. — 47×47 мм, 4-я ст. — 37×37 мм.

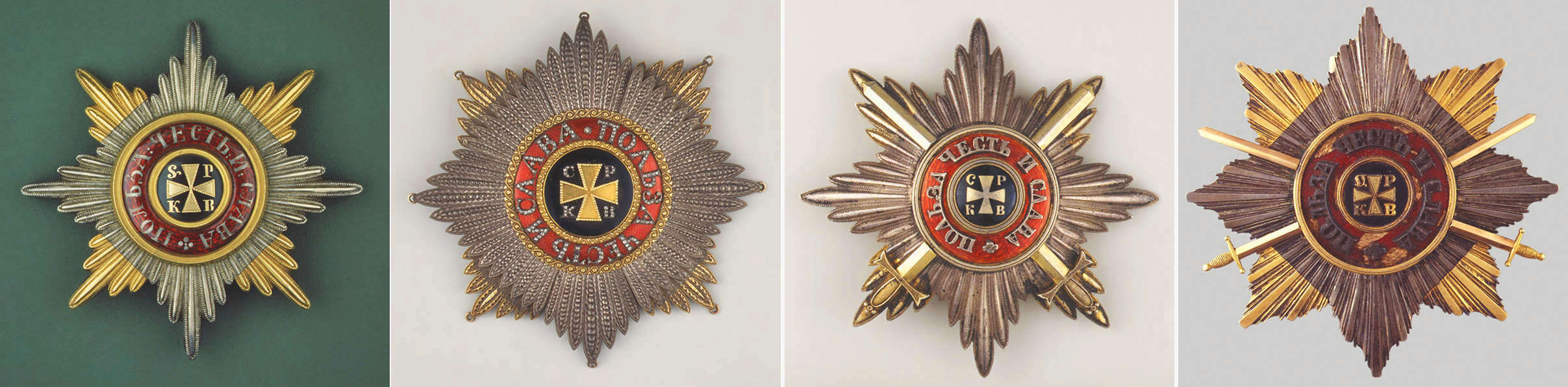
Варианты исполнения звёзд к ордену Св. Владимира. Вторая звезда слева английского производства. Фотографии В. Бойко

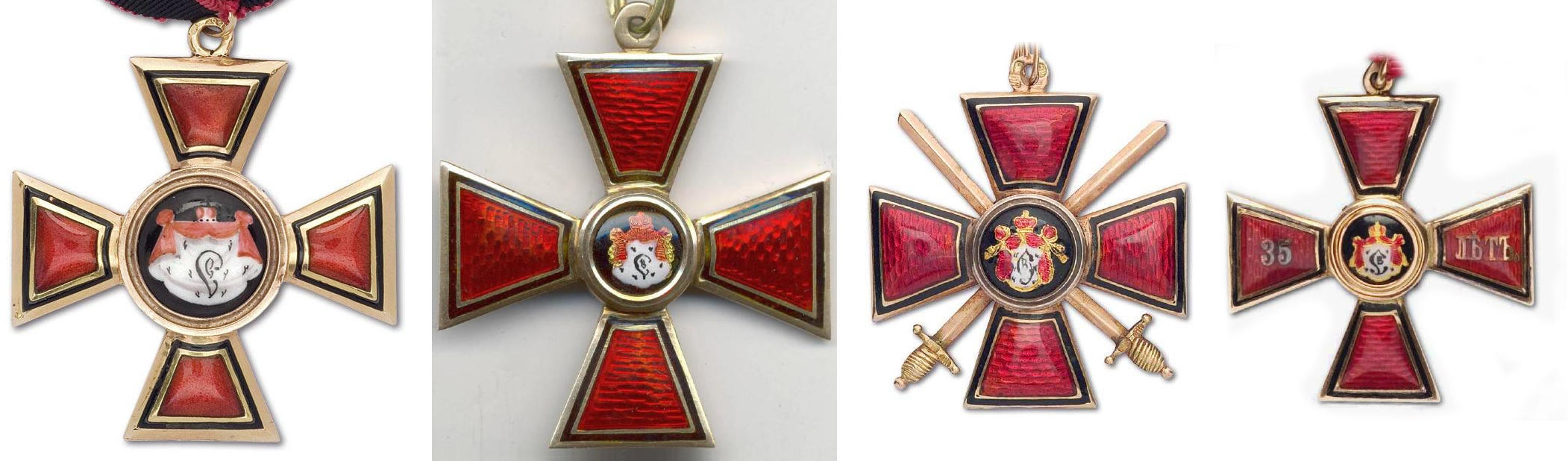
Слева два знака к ордену Св. Владимира 3-й степени, справа два знака 4-й степени. Знаки к орденам 1-й и 2-й степеней отличаются только размерами, были крупнее. Фотографии с аукциона компании «Монеты и медали».

Капитульным храмом с 1782 по 1845 год был Софийский собор в Царском Селе, а затем — Князь-Владимирский собор в Санкт-Петербурге.

## Степени и правила ношения

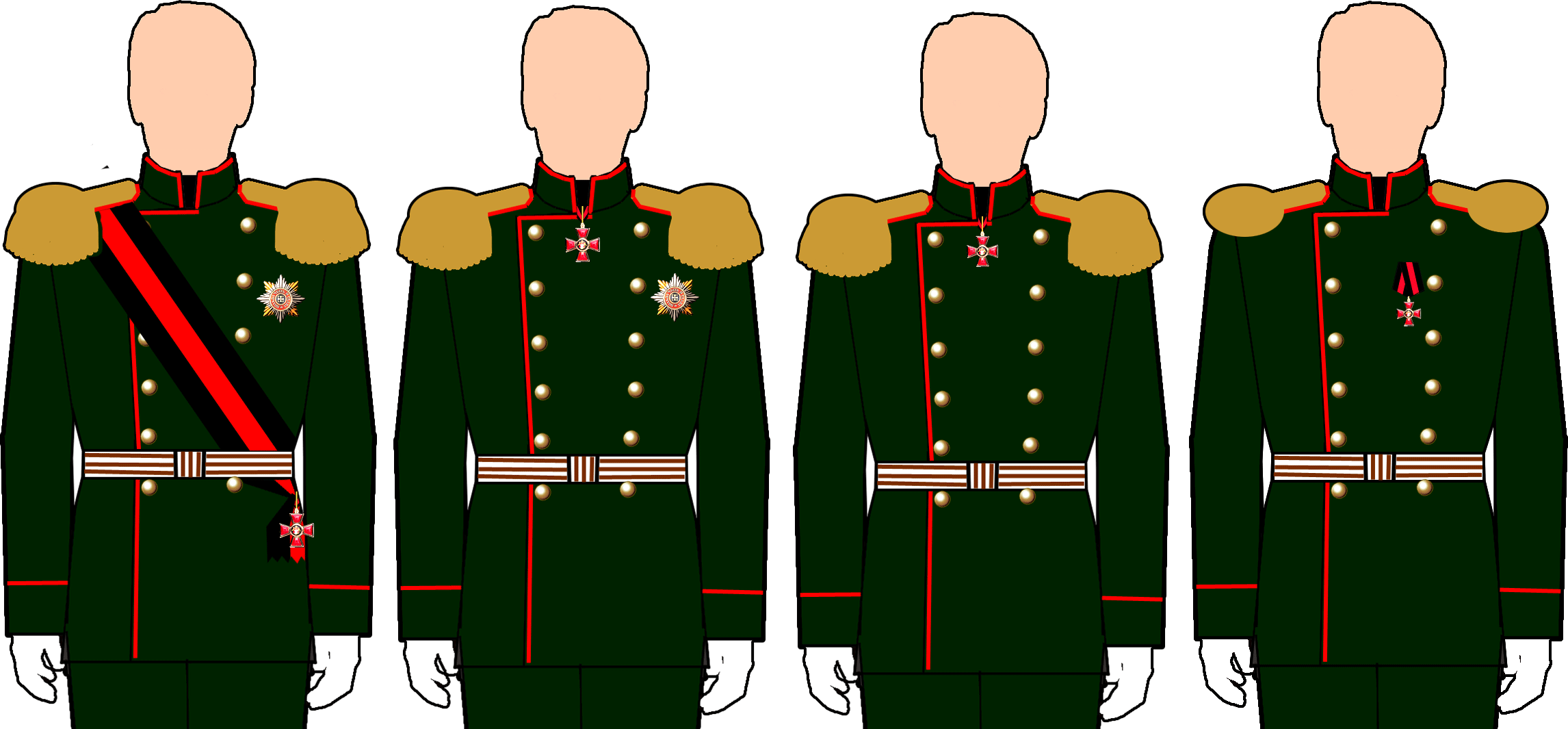
Правила ношения степеней ордена Св. Владимира (слева направо с 1-й по 4-ю)

Орден имел четыре степени:
1-я степень: звезда на левой стороне груди и большой крест на ленте через правое плечо; 600 руб. ежегодной пенсии.
2-я степень: звезда на левой стороне груди и большой крест на шейной ленте; 300 руб. ежегодной пенсии.
3-я степень: крест на шейной ленте; 150 руб. ежегодной пенсии.
4-я степень: крест в петлице (пуговичной прорези мундира) или на колодке; 100 руб. ежегодной пенсии.

## Статут
Извлечения из Учреждения орденов и других знаков отличия, изд. 1892 года:

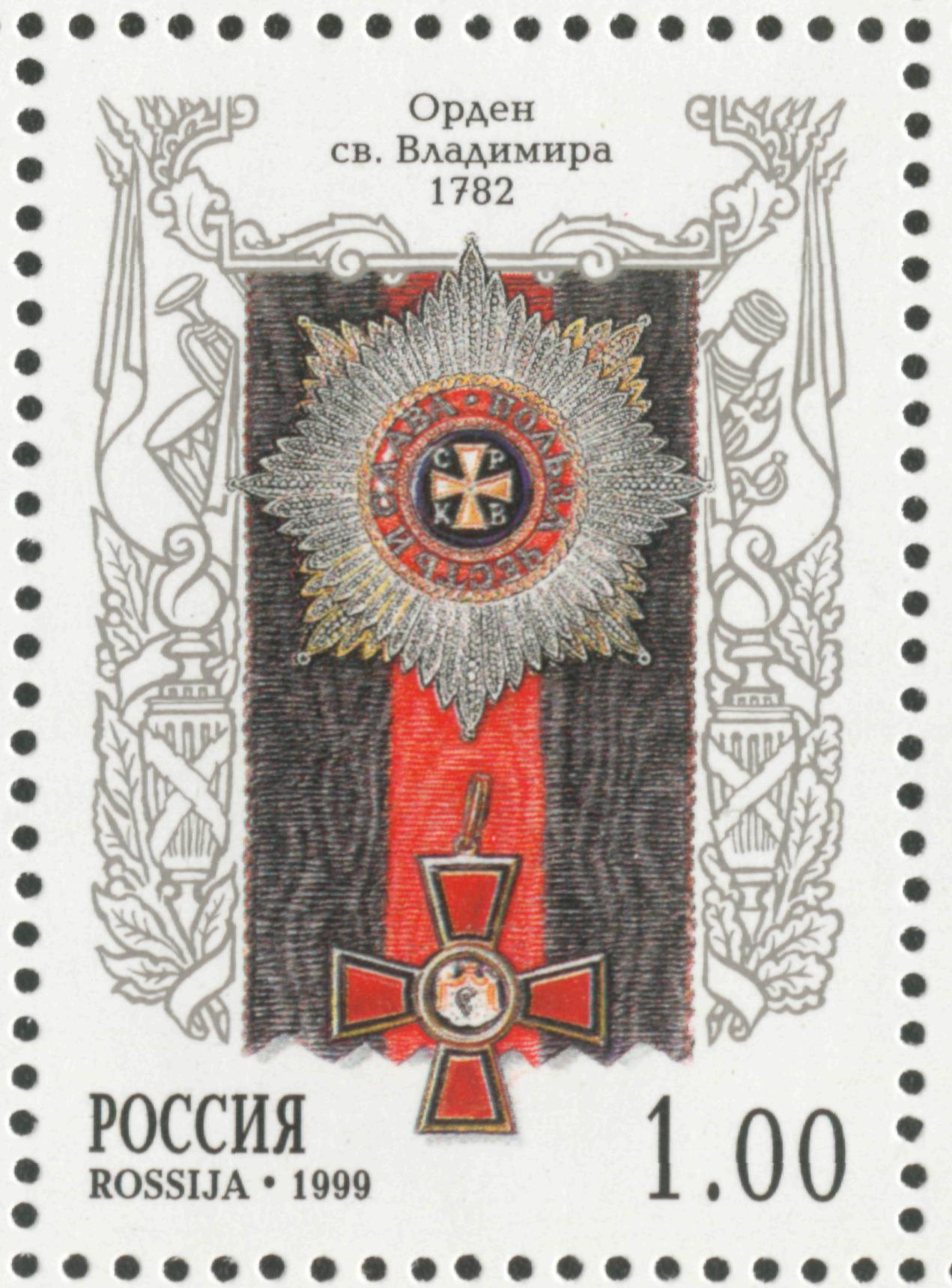
Почтовая марка России, 1999 год

- Императорский орден Св. Равноапостольного Князя Владимира установлен в награду подвигов, совершаемых на поприще государственной службы, и в воздаяние трудов, для пользы общественной подъемлемых.
- Орден Св. Владимира разделяется на четыре степени, из коих две первые именуются степенями большого креста. Знаки его суть:
  - ПЕРВАЯ СТЕПЕНЬ. Крест большой золотой, покрытый с обеих сторон красной финифтью; по краям креста чёрные финифтяные и золотые каймы; в середине лицевой стороны, на горностаевом поле, обведённом золотою каймою, вензелевое имя Св. Владимира, под Велико-Княжескою короною, а на задней стороне: день, месяц и год учреждения ордена, то есть 22 сентября 1782 года; носится через правое плечо, на ленте, шириною два с четвертью вершка, о трёх полосах, из коих крайние чёрные, а средняя красная. Звезда, носимая на левой стороне груди, восьмиугольная; углы её попеременно серебряные и золотые; посреди, в чёрном круглом поле, малый золотой крест, знаменующий просвещение России Святым крещением и Евангелием; около креста литеры: С. Р. К. В., то есть Святой Равноапостольный Князь Владимир; а вокруг, в красной кайме, девиз ордена: ПОЛЬЗА, ЧЕСТЬ И СЛАВА.
  - ВТОРАЯ СТЕПЕНЬ. Крест и звезда, подобные установленным для первой степени. Крест носится на шее на ленте, шириною в один с четвертью вершок, а звезда на левой стороне груди.
  - ТРЕТЬЯ СТЕПЕНЬ. Крест меньшей величины, нежели вторая степень, впрочем, одинаковой величины с крестами орденов Св. Анны и Св. Станислава второй степени. Крест носится на шее на ленте шириною в один вершок.
  - ЧЕТВЕРТАЯ СТЕПЕНЬ. Крест такой же, но меньшей величины; носится в петлице на ленте шириною в полвершка. На кресте, жалуемом за тридцатипятилетнюю службу, на поперечных концах с обеих сторон серебряная надпись: 35 летъ.

- К знакам ордена Св. Владимира, когда он жалуется за военные, против неприятеля, подвиги, присоединяются по два, накрест лежащих, меча: посредине креста и звезды.
- На звезде и крестах всех степеней, жалуемых не Христианам, изображение креста, литер С. Р. К. В., вензелевого имени Св. Владимира и времени учреждения ордена, заменяются изображением Императорского Российского орла.
- Орден Св. Владимира никогда не снимается.
- Кавалерам не дозволяется украшать орденские знаки каменьями, а также носить изображение креста в золотых бляшках и вообще носить оное иначе, нежели как в Статуте установлено.
- Кавалерам ордена Св. Владимира и сопричисленным к оному определяются пенсии: 10 кавалерам 1-й степени по 600 руб.; 20 кавалерам 2-й степени по 300 руб.; 30 кавалерам 3-й степени по 150 руб.; 60 кавалерам 4-й степени по 100 руб. (статья 155)

## Награждения
В день учреждения ордена его кавалерами стали сразу 11 человек: Александр Голицын, Пётр Румянцев, Григорий Потёмкин, Никита Панин, Григорий Орлов, Николай Репнин, Захар Чернышёв, Иван Чернышёв, Иван Бецкой, Иван Шувалов, Александр Безбородко.
В 1783 году одним из первых был удостоен высшей 1-й степени полководец Александр Суворов, «за присоединение разных кубанских народов к Российской империи».
О награждениях орденом после 1917 г. см. статью Пожалования титулов и орденов Российской империи после 1917 года.
|  |  |  |